# Diocesi di Sassura
La diocesi di Sassura (in latino Dioecesis Sassuritana) è una sede soppressa e sede titolare della Chiesa cattolica.

## Storia
Sassura, identificabile con Henchir ez Zaouadi o con Henchir el Ksour in Tunisia, è un'antica sede episcopale della provincia romana di Bizacena.
Sono solo due i vescovi documentati di Sassura. Il nome di Servio figura al 67º posto nella lista dei vescovi della Bizacena convocati a Cartagine dal re vandalo Unerico nel 484; Servio, come tutti gli altri vescovi cattolici africani, fu condannato all'esilio.
Bonifacio sottoscrisse la lettera sinodale dei vescovi della Bizacena riuniti in concilio nel 646 per condannare il monotelismo e indirizzata all'imperatore Costante II.
Dal 1933 Sassura è annoverata tra le sedi vescovili titolari della Chiesa cattolica; dal 28 ottobre 2016 il vescovo titolare è Rupert Graf zu Stolberg, vescovo ausiliare di Monaco e Frisinga.

## Cronotassi

### Vescovi
- Servio † (menzionato nel 484)
- Bonifacio † (menzionato nel 646)

### Vescovi titolari
- Pierre Louis Leclerc, M.Afr. † (25 dicembre 1949 - 14 settembre 1955 nominato arcivescovo di Bamako)
- Vincent Ignatius Kennally, S.I. † (9 dicembre 1956 - 12 aprile 1977 deceduto)
- Donald Walter Trautman † (27 febbraio 1985 - 2 giugno 1990 nominato vescovo di Erie)
- Juozas Tunaitis † (8 maggio 1991 - 1º giugno 2012 deceduto)
- Alfredo Enrique Torres Rondón (15 luglio 2013 - 15 luglio 2016 nominato vescovo di San Fernando de Apure)
- Rupert Graf zu Stolberg, dal 28 ottobre 2016